# Ancylis artifica
Ancylis artifica is een vlinder uit de familie van de bladrollers (Tortricidae). De wetenschappelijke naam van de soort is, als Acroclita artifica, voor het eerst geldig gepubliceerd in 1911 door Edward Meyrick.

## Type
- type: "male"
- instituut: BMNH, Londen, Engeland
- typelocatie: "Australia, Queensland, Brisbane"